# Chvalovice (Prachaticei járás)
Chvalovice település Csehországban, a Prachaticei járásban. Chvalovice Záboří, Radošovice, Babice, Němčice és Lhenice településekkel határos. Lakosainak száma 153 fő (2024. január 1.).

## Népesség
A település lakosságának változását az alábbi diagram mutatja:
| Lakosok száma | 222  | 209  | 247  | 197  | 195  | 192  | 173  | 160  | 159  | 153  |
|               | 1869 | 1890 | 1921 | 1950 | 1980 | 2001 | 2017 | 2019 | 2022 | 2024 |